# Chelsea Manning
För andra betydelser, se Manning.

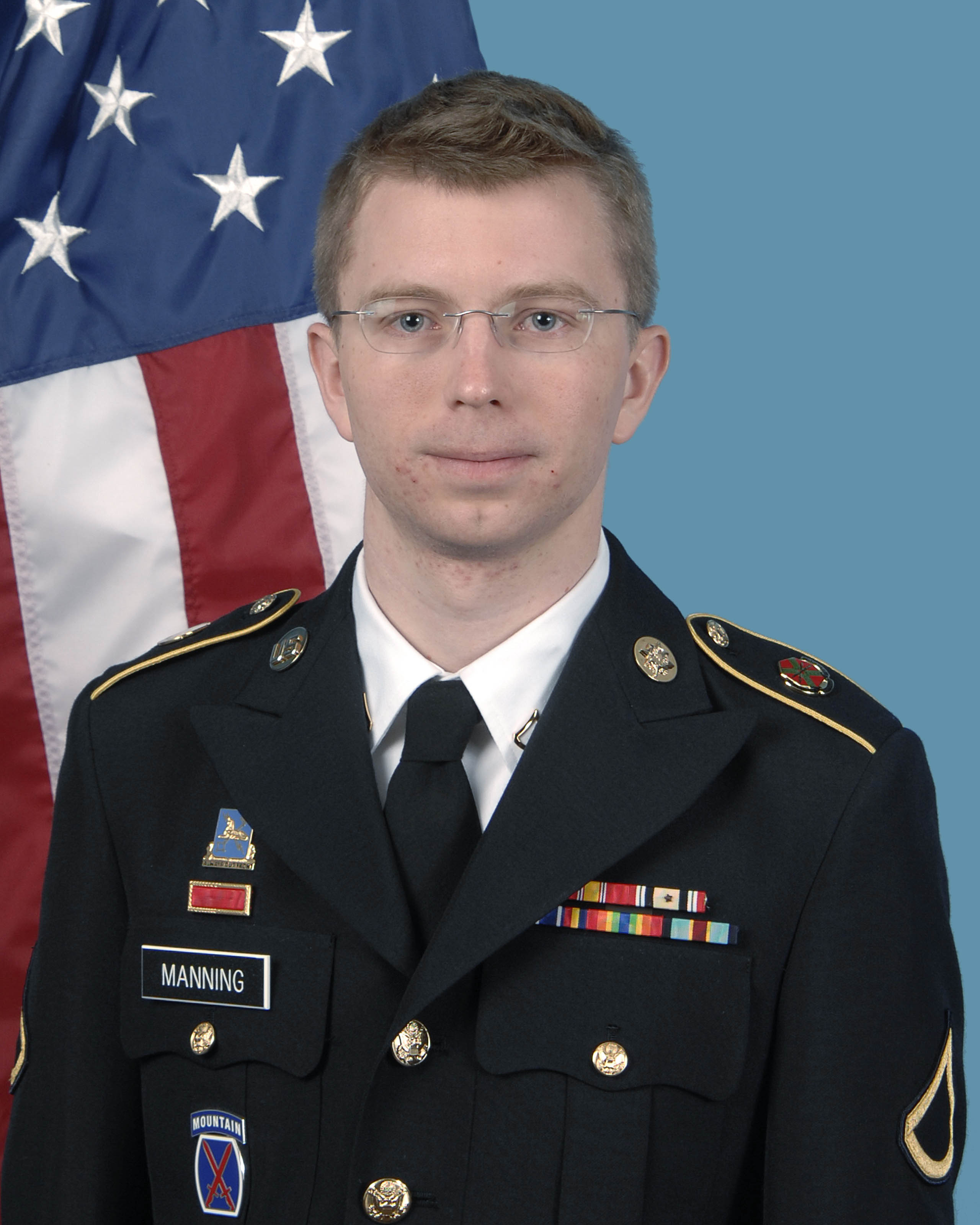
Manning 2012.

Chelsea Elizabeth Manning, ursprungligen Bradley Edward Manning, född 17 december 1987 i Crescent i Logan County i Oklahoma, är en amerikansk armésoldat. Hon dömdes i augusti 2013 till 35 års fängelse för spionage och andra brott, efter att ha läckt sekretessbelagda handlingar till allmänheten, via Wikileaks.
Vita huset meddelade 17 januari 2017 att president Obama beslutat att förkorta hennes straff och den 17 maj 2017 släpptes hon fri.
Mellan 8 mars 2019 och 12 mars 2020 satt Manning i arrest eftersom hon vägrade vittna mot Julian Assange inför en åtalsjury.

## Historia
I sin tjänst under 2009 som underrättelseanalytiker inom ett arméförband baserat nära Bagdad hade Manning tillgång till databaser som används av USA:s regering att överföra sekretessbelagd information.
Manning arresterades i Irak i maj 2010 efter det att Adrian Lamo, en hackare, berättade för amerikanska försvarets kontraspionage (US Army Counterintelligence) att Manning på en internetchatt anförtrott honom att vederbörande hade hämtat material från dessa databaser och gett det till Wikileaks. I materialet ingick videor av ett flyganfall på Bagdad 12 juli 2007 och flyganfallet på Granai i Afghanistan år 2009, 250 000 amerikanska diplomatiska underrättelser och 500 000 försvarsrapporter. Hela materialet sammantaget kom att bli känt som the Iraq War logs och Afghan War logs. Mycket av det läckta materialet publicerades av Wikileaks eller dess mediapartners mellan april och november 2010.
Manning åtalades för 22 brott, inklusive understödjande av fienden, vilket är ett brott mot den lag som gäller för anställda inom USA:s försvar, Uniform Code of Military Justice, och därmed den allvarligaste anklagelsen. Manning hölls i förvar vid Marine Corps Brig, Quantico, Virginia, från juli 2010 till april 2011 i enlighet med försvarets regelverk för förebyggande av skador, vilket innebar isoleringscell och andra begränsningar som orsakade inhemsk och internationell oro. Senare överfördes Manning till Fort Leavenworth i Kansas, där Manning tilläts att umgås med andra fångar. Manning erkände sig skyldig i februari 2013 till 10 av åtalspunkterna.. Rättegången om de återstående åtalspunkterna inleddes den 3 juni 2013 och den 30 juli befanns Manning skyldig till 17 av de ursprungliga åtalspunkterna och ändrade versioner av fyra andra, men frikändes från åtalspunkten understödjande av fienden. Den 21 augusti 2013 dömdes slutligen Manning till 35 års fängelse och vanhedrande avsked (dishonorable discharge) från armén.
I ett uttalande dagen efter domen, sade Manning att hon hade känt sig som kvinna sedan barndomen och bad om att bli omnämnd med pronomenet hon och namnet Chelsea. Hon uttryckte också en önskan om att genomgå hormonbehandling.
Hon avtjänade sitt straff vid United States Disciplinary Barracks i Fort Leavenworth i Kansas. I november 2016 ansökte Manning om att få sitt straff förkortat då hon menade att hon avtjänat straff för de brott hon begått.
Den 17 januari 2017 meddelade USA:s avgående president Barack Obama att Mannings straff förkortas och att hon skulle friges den 17 maj 2017.

## Reaktioner
Reaktionen på Mannings avslöjanden, gripandet och domen var blandad. Denver Nicks, en av Mannings biografer, skrev att det läckta materialet, särskilt det diplomatiska materialet, allmänt sågs som en katalysator för den arabiska våren som inleddes i december 2010, och att Manning sågs som både en modern version av Den okände rebellen som hindrade stridsvagnar på Himmelska fridens torg och en förbittrad förrädare. Reportrar utan gränser fördömde straffets längd, och menade att domen visat hur sårbara visselblåsare är.
Manning nominerades till Nobels fredspris 2011 och 2012.
Manning fick 2013 Winston Smith-priset av Electronic Frontier Finland.